# Jean-Baptiste Bénard de La Harpe
Jean-Baptiste Bénard de La Harpe (* Anfang 1683 in Saint-Malo; † 26. September 1765 ebenda) war ein französischer Kolonist und Entdecker, der den Boden für die Besiedelung Louisianas bereitete.

## Leben
La Harpe wurde im Januar oder Februar 1683 als eines von zwölf Kindern von Jeanne (Le Breton) und Pierre Bénard Seigneur de La Harpe geboren. 1701 diente er als Kavallerie-Offizier in der Armee Philipps V. von Spanien.
1703 begab sich La Harpe nach Peru, wo er 1705 Doña María de Rokafull ehelichte, die ehemalige Marie de Witte Solier von Flandern, eine reiche verwitwete Frau, die 22 Jahre älter als er war. Aus dieser Zeit stammt auch ein Buch La Harpes über Südamerika ("Relation"), das jedoch heute verschollen ist und von seiner Gattin als Fiktion abgetan wurde. 1706 kehrten die beiden nach Frankreich zurück, wo seine Frau versuchte, die Ehe zu annullieren. Sie starb 1709, La Harpe stritt bis 1715, letztlich erfolglos, um ihr reiches Erbe.
1718 segelte La Harpe mit 40 Männern nach Amerika, wo er auf Dauphin Island, einer Insel vor der Küste Alabamas landete. La Harpe begab sich nach Nouvelle-Orléans, erforschte den Mississippi River, Red River und Sulphur River und begann am Red River Siedlungen zu errichten. Im April 1719 erbaute er ein Fort ("Fort Saint Louis de los Cadodaquious", andere Quellen sprechen von "Fort Breton" bzw. "San Luis de Cadodachos") am Roseborough Lake im heutigen Bowie County. Nachdem der Versuch gescheitert war, Handelswege mit den Spaniern aufzubauen, begab sich La Harpe entlang des Canadian Rivers in Oklahoma zu den Komantschen.
1720 kehrte er nach Frankreich zurück, um 1721 erneut in die neue Welt aufzubrechen. La Harpe landete in Texas nahe der Galveston Bay. Zwar war eine Kolonisation der Gegend geplant, da aber die Ureinwohner La Harpes Plänen gegenüber feindlich gesinnt waren, gab er dieses Ziel auf.
1722 erforschte er das Gebiet des Arkansas River und versuchte Handelswege zu den spanischen Besitzungen im Südwesten der heutigen USA zu etablieren. Als er scheiterte, wurde er von seinen Auftraggebern entlassen. Er kehrte nach Frankreich zurück, wo er ein Werk über seine Entdeckungen in Amerika verfasste ("Journal Historique Concernant l'Établissement des Français à la Louisiane", 1831). Heutige Historiker bezweifeln jedoch die Genauigkeit der darin enthaltenen Angaben.